# Lígia Moreno
Lígia Moreno (Ceilândia, 9 de março de 1983) é uma pianista brasileira.

## Estudos
Seu pai foi quem iniciou Lígia nos estudos de música quando a mesma completava quatro anos de idade. Posteriormente ingressou na Escola de Música de Brasília, onde foi aluna de Vânia Marise Campos e Silva e, em seguida, na Universidade de Brasília (UnB), estudando com o pianista Ney Salgado, graduando-se em 2004. 
Lígia também tem participado de diversos cursos no Brasil e no exterior, como o Festival de Inverno de Petrópolis, o Festival Internacional de Campos do Jordão e o Festival Internacional Oxford Philomusica na Inglaterra, tendo aulas com diversos músicos renomados.
Através de uma bolsa de estudos concedida através do Concurso FURNAS Geração Musical, estudou com Myrian Dauelsberg, que acompanha seu desenvolvimento até hoje.

## Carreira
Lígia estreou com a Orquestra Sinfônica do Teatro Nacional Cláudio Santoro aos dez anos de idade, e desde então, apresentou-se diversas vezes com a mesma, além da Orquestra Sinfônica Brasileira, Orquestra Sinfônica de Porto Alegre, Orquestra Sinfônica da Bahia, Orquestra Sinfônica de Barra Mansa, Orquestra Experimental de Repertório de São Paulo e a Big Band da UnB. 
Além do Brasil, apresentou-se na Espanha, França, Grécia, Holanda e Noruega. Frequentemente realiza gravações para rádio e televisão.

## Prêmios
No Brasil, entre diversos prêmios, conquistou primeiro lugar nos concursos Grieg - Nepomuceno (2006, promovido pela embaixada da Noruega) e Arnaldo Estrella (2008), e participou de uma das edições do Concurso Internacional BNDES. 
No exterior, foi premiada na Argentina (1996) e participou de uma das etapas do concurso Beethoven em Bonn, Alemanha.